# Ceraclea tarsipunctata
Ceraclea tarsipunctata är en nattsländeart som först beskrevs av Vorhies 1909.  Ceraclea tarsipunctata ingår i släktet Ceraclea och familjen långhornssländor. Inga underarter finns listade i Catalogue of Life.